# Бела-Паланка (община)
Бела Паланка (серб. Бела Паланка) — община в Сербии, входит в Пиротский округ.
Население общины составляет 13 101 человек (2007 год), плотность населения составляет 25 чел./км². Занимаемая площадь — 517 км², из них 49,5 % используется в промышленных целях.
Административный центр общины — город Бела-Паланка. Община Бела Паланка состоит из 46 населённых пунктов, средняя площадь населённого пункта — 11,2 км².
По территории общины протекает река Нишава.

## Статистика населения общины
| Год  | Население, чел. |
| ---- | --------------- |
| 1991 | 16842           |
| 2001 | 14576           |
| 2002 | 14312           |
| 2003 | 14073           |
| 2004 | 13882           |
| 2005 | 13645           |
| 2006 | 13369           |
| 2007 | 13101           |

## Населённые пункты
Кроме города Бела-Паланка, который является административным центром общины, общине принадлежат следующие деревни:
| - Бабин-Кал - Бежиште - Букуровац - Вета - Витановац - Врандол - Вргудинац - Глоговац - Горня-Глама | - Горня-Коритница - Горни-Ринь - Градиште - Дивляна - Долац (деревня) - Долац (село) - Доня-Глама - Доня-Коритница - Дони-Ринь | - Дражево - Клене - Клисура - Козья - Космовац - Кременица - Крупац - Ланиште - Лесковик | - Любатовица - Мирановац - Мирановачка-Кула - Моклиште - Мокра - Ново Село - Ореовац - Паеж - Синяц | - Тамњаница - Теловац - Топоница - Црвена Река - Црвени Брег - Црнче - Чифлик - Шливовик - Шпай |

## Социально значимые объекты
В общине 15 основных и 1 средняя школа.